# 프로핏 (오버워치 프로게이머)
박준영(1999년 11월 19일 ~ )은 대한민국의 오버워치 프로게이머이다. 포지션은 DPS, 아이디는 Profit이며 현재 오버워치 리그 서울 다이너스티 소속이다.

## 선수 생활
2016년 12월 팀 블라썸(전 GC 부산)에서 데뷔한 박준영은 입단 이후 Road to APEX 우승, APEX 시즌 4 우승, APAC 프리미어 2017 우승 등의 성과를 거두었고 이후 같은 해 11월 4일 오버워치 리그의 런던 스핏파이어로 이적하여 약 2년간 주축 선수로 활동하며 오버워치 리그 2018 시즌 스테이지 1 우승 및 그랜드파이널 우승의 혁혁한 공을 세웠다. 그리고 2019년 10월 23일 서울 다이너스티로 이적하여 오버워치 리그 2020 5월 토너먼트 아시아 준우승과 그랜드파이널 준우승에 크게 이바지했다.

## 수상 내역
- Road to APEX 우승
- 핫식스 오버워치 APEX 시즌 4 우승
- APAC 프리미어 2017 우승
- 오버워치 리그 2018 스테이지 1 우승
- 오버워치 리그 2018 스테이지 3 3위
- 오버워치 리그 2018 그랜드파이널 우승
- 오버워치 리그 2019 스테이지 2 3위
- 오버워치 리그 2019 8강 플레이오프
- 오버워치 리그 2020 5월 토너먼트 아시아 준우승
- 오버워치 리그 2020 서머 쇼다운 아시아 4강
- 오버워치 리그 2020 그랜드 파이널 준우승